# Carl Friedrich von der Osten

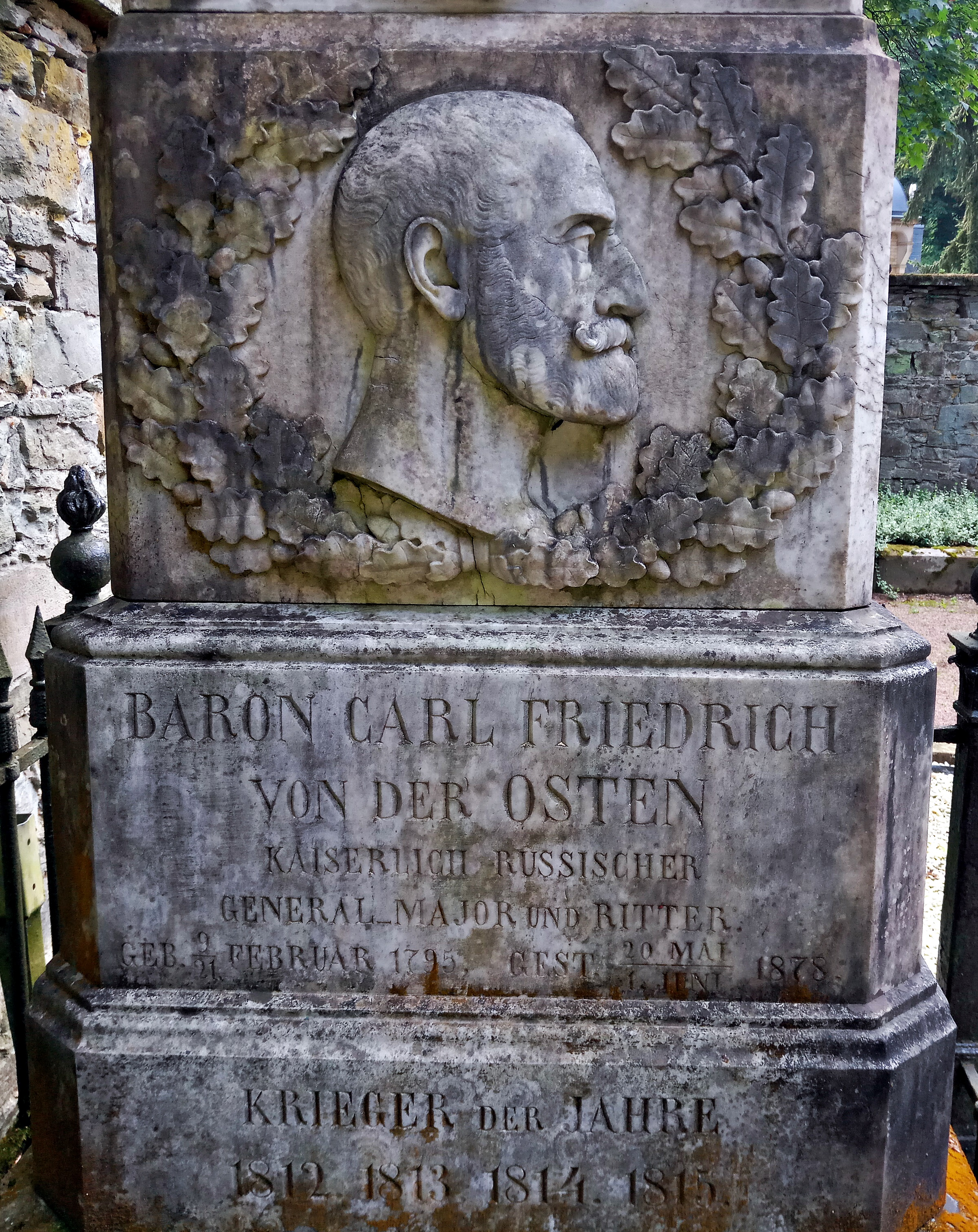
Porträtrelief auf dem Grabstein

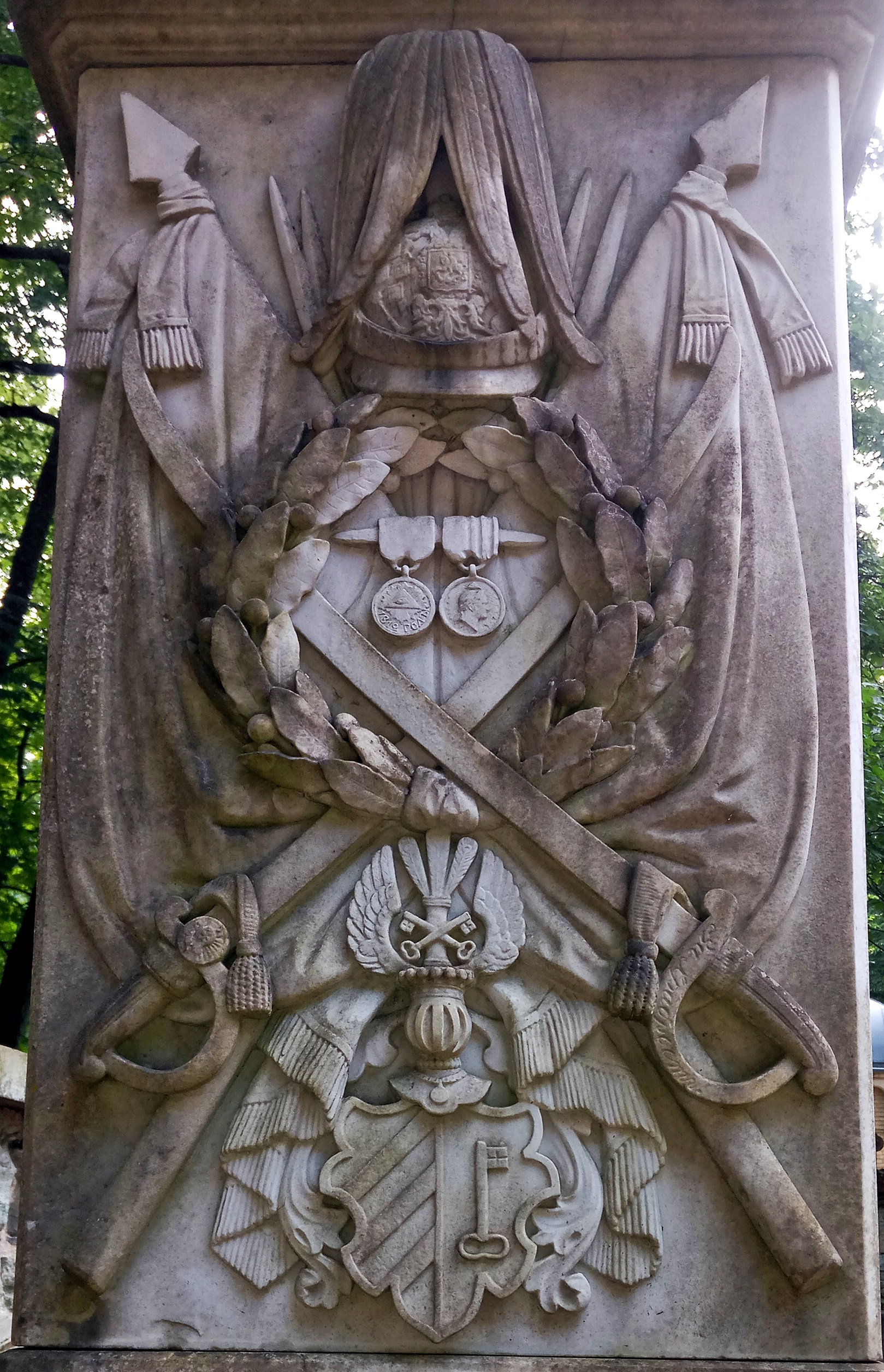
Familienwappen, Trophäen und Auszeichnungen auf dem Grabstein

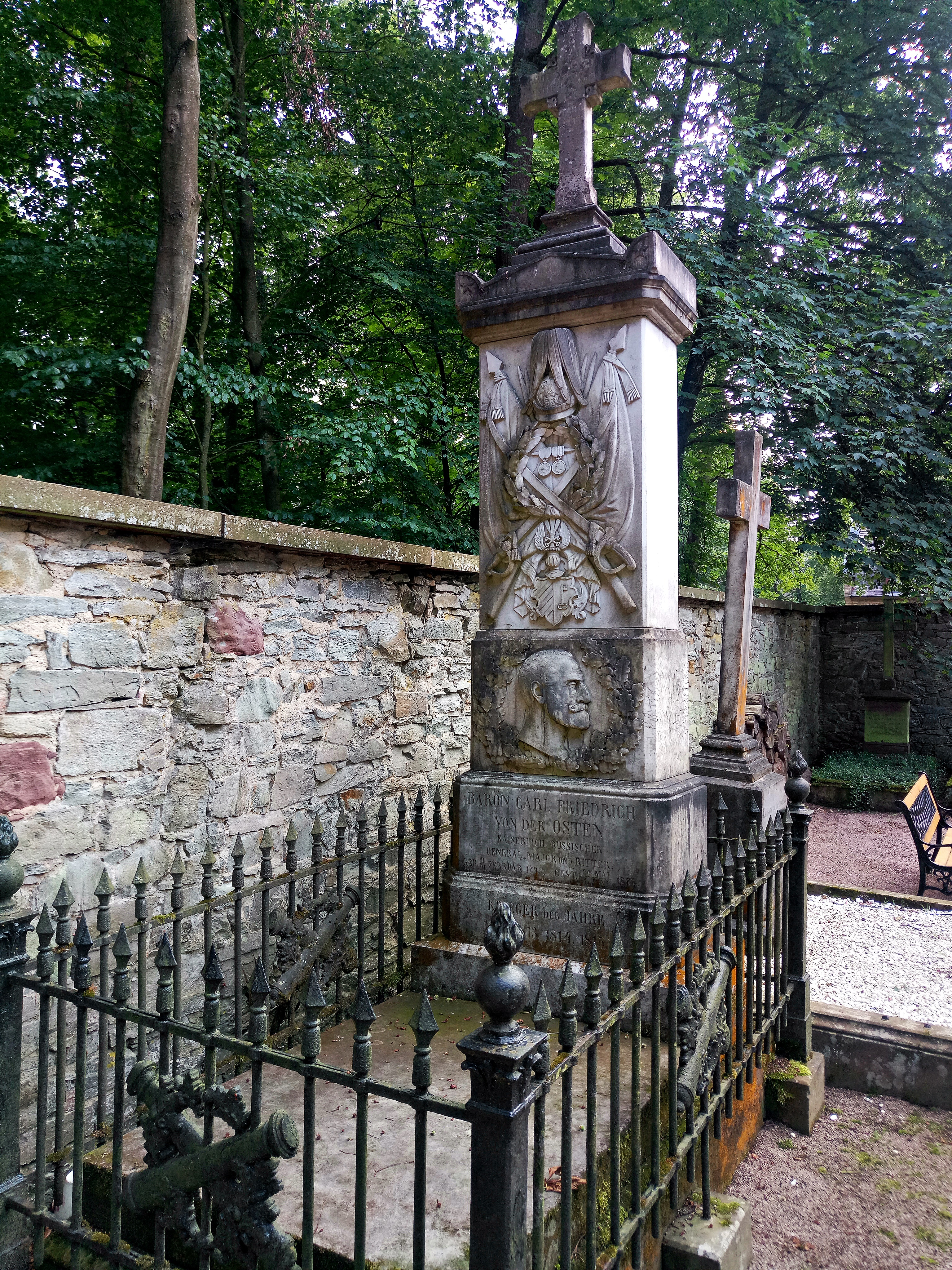
Grabstätte, Gesamtansicht

Carl Friedrich von der Osten, auch Osten-Sacken (* 10. Februarjul. / 21. Februar 1795greg. in St. Petersburg; † 20. Maijul. / 1. Juni 1878greg. in Wiesbaden), war ein deutschstämmiger Adliger und kaiserlich russischer Offizier.

## Leben
Er war der Sohn des russischen Generalmajors Friedrich Wilhelm von der Osten (1746–1830) aus dem Adelsgeschlecht der von der Osten und dessen Frau Elisabeth geb. Woltschkow (1775–1856). Der sächsische Generalmajor Ludwig von der Osten (1710–1756) war sein Großvater.
Carl Friedrich von der Osten schlug ebenfalls die Offizierslaufbahn in der russischen Armee ein. Laut Grabinschrift nahm er an den Feldzügen der Napoleonischen Kriege in den Jahren 1812, 1813, 1814 und 1815 teil.
Er war seit 1821 verheiratet mit Pauline Goliakow und hatte mit ihr den Sohn Feodor Karlowitsch von der Osten (* 1824), der ebenfalls russischer Offizier wurde. Seine Frau starb schon wenige Tage nach der Geburt dieses Sohnes.
1840 ging er mit dem Rang eines Generalmajors außer Dienst. Im Alter lebte General von der Osten in Wiesbaden, wo er auch starb. Im Russischen Friedhof auf dem Neroberg ließ er sich noch zu Lebzeiten ein Grab und ein Grabmal errichten. Es wird überliefert, dass er bei Fertigstellung der Grabstätte hinuntergestiegen sei und dort eine Flasche Champagner getrunken habe.
Das Grab liegt direkt links vom Haupteingang und ist umgeben von einem Gitter mit gekreuzten Kanonenrohren. Der Grabstein zeigt ein Porträtrelief des Verstorbenen, darüber sein Familienwappen, Trophäen und die russische Medaille von 1812, sowie die Medaille für den Einzug in Paris.